# Colombias departement
Colombia är indelat i ett huvudstadsdistrikt (distrito capital), Distrito Capital de Bogotá, samt 32 departement (departamentos).
| Nr | Departement                | Huvudstad                | Yta         | Folkmängd | Kommuner | Map                     |
| -- | -------------------------- | ------------------------ | ----------- | --------- | -------- | ----------------------- |
|    |                            |                          |             |           |          | Departments of Colombia |
| 1  | Amazonas                   | Leticia                  | 109.665 km² | 74.403    | 2 +9a    |                         |
| 2  | Antioquia                  | Medellín                 | 109.665 km² | 5.608.829 | 125      |                         |
| 3  | Arauca                     | Arauca                   | 23.818 km²  | 256.664   | 7        |                         |
| 4  | Atlántico                  | Barranquilla             | 3.388 km²   | 917.899   | 23       |                         |
| 5  | Bolívar                    | Cartagena                | 25.978 km²  | 1.137.800 | 46       |                         |
| 6  | Boyacá                     | Tunja                    | 23.189 km²  | 1.385.184 | 123      |                         |
| 7  | Caldas                     | Manizales                | 7.888 km²   | 1.133.791 | 27       |                         |
| 8  | Caquetá                    | Florencia                | 88.965 km²  | 436.860   | 16       |                         |
| 9  | Casanare                   | Yopal                    | 44.640 km²  | 309.398   | 19       |                         |
| 10 | Cauca                      | Popayán                  | 29.308 km²  | 1.321.702 | 42       |                         |
| 11 | Cesar                      | Valledupar               | 22.905 km²  | 1.015.889 | 25       |                         |
| 12 | Chocó                      | Quibdó                   | 46.530 km²  | 410.116   | 31       |                         |
| 13 | Córdoba                    | Montería                 | 25.020 km²  | 1.352.279 | 30       |                         |
| 14 | Cundinamarca               | Bogotá                   | 24.210 km²  | 8.938.483 | 116      |                         |
| 15 | Guainía                    | Puerto Inírida           | 72.238 km²  | 40.786    | 2 +6a    |                         |
| 16 | Guaviare                   | San José del Guaviare    | 53.460 km²  | 123.560   | 4        |                         |
| 17 | Huila                      | Neiva                    | 19.890 km²  | 967.831   | 37       |                         |
| 18 | La Guajira                 | Riohacha                 |             |           | 15       |                         |
| 19 | Magdalena                  | Santa Marta              | 23.188 km²  | 1.356.555 | 30       |                         |
| 20 | Meta                       | Villavicencio            | 85.635 km²  | 743.597   | 29       |                         |
| 21 | Nariño                     | Pasto                    | 33.268 km²  | 1.690.354 | 64       |                         |
| 22 | Norte de Santander         | Cúcuta                   | 21.658 km²  | 1.405.297 | 40       |                         |
| 23 | Putumayo                   | Mocoa                    | 24.885 km²  | 350.705   | 13       |                         |
| 24 | Quindío                    | Armenia                  | 1.845 km²   | 582.966   | 12       |                         |
| 25 | Risaralda                  | Pereira                  | 4.140 km²   | 993.332   | 14       |                         |
| 26 | San Andrés och Providencia | San Andrés               | 52 km²      | 77.446    | 2        |                         |
| 27 | Santander                  | Bucaramanga              | 30.537 km²  | 2.012.590 | 87       |                         |
| 28 | Sucre                      | Sincelejo                | 25.020 km²  | 1.352.279 | 26       |                         |
| 29 | Tolima                     | Ibagué                   | 23.562 km²  | 1.304.950 | 47       |                         |
| 30 | Valle del Cauca            | Cali                     | 22.140 km²  | 4.318.191 | 42       |                         |
| 31 | Vaupés                     | Mitú                     | 54.135 km²  | 31.234    | 3 +3a    |                         |
| 32 | Vichada                    | Puerto Carreño           | 100.242 km² | 88.899    | 4        |                         |
|    | Distrikt                   | Distrikt                 | Yta         | Folkmängd |          |                         |
|    | Bogotá, Distrito Capital   | Bogotá, Distrito Capital | 1 587 km²   | 7 319 600 |          |                         |

Note: a Corregimientos departamentale